# Bombylius fraudulentus
Bombylius fraudulentus är en tvåvingeart som beskrevs av Johnson 1907. Bombylius fraudulentus ingår i släktet Bombylius och familjen svävflugor. Inga underarter finns listade i Catalogue of Life.